# Lipovača (Vukovar)
Lipovača is een plaats in de gemeente Vukovar in de Kroatische provincie Vukovar-Srijem. De plaats telt 426 inwoners (2001).